# Dračí historie
Dračí historie je česká počítačová hra pro MS-DOS z roku 1995. Jedná se o adventuru. Vytvořilo ji brněnské studio NoSense a distribuovalo Vochozka Trading. V roce 2006 byla uvolněna pod licencí GPL jako svobodný software. Hra je v rozlišení 320×200 s 256 barvami a obsahuje 40 lokací. Jedná se o první českou hru, která byla kompletně namluvena a byla distribuována na CD.

## Příběh
Příběh vypráví o jedné dračí rodince. Tu tvoří otec Herbert, matka Berta a syn Bert. Otec Herbert se vydá hledat poklad. Bert se v době jeho nepřítomnosti spřátelí se zlou kouzelnou hůlkou Evelýnou a společně přemění komediantovy loutky v kámen, poté zmizí i hůlka. Bert se je tedy vydá hledat. Na cestě narazí například na kouzelníka, pasoucí se židle, mluvící pařezy, trola, obra pojídají trpaslíky, lenocha s metačem buchet či dva skřety.

## Postavy
Postavy ve hře:
- Bert – Mladý dráček a hlavní postava hry. Je zlobivý a spřátelí se s kouzelnou hůlkou Evelýnou. Společně promění komediantovy loutky v kámen a matka mu za to chce nařezat. On se následně rozhodne najít svého otce, který zmizel.
- Evelýna – Zlá kouzlená hůlka, která je velmi znuděná. Proto se rozhodne ovládnout svět. Bert musí na své cestě napravovat její lumpárny.
- Herbert – Bertův otec, který se vydal hledat dračí poklad. Měsíc po jeho zmizení se jej Bert vydal hledat.
- Berta – Bertova matka. Zůstali spolu sami, když Herbert zmizel. Po většinu času ve hře vaří jakousi polévku.

## Český dabing
Dračí historie je známa coby první česky namluvená hra, o prvenství ji ovšem připravuje strategie Paranoia!, jež podle dobových recenzí vyšla o něco dříve. Zatímco však Paranoia! obsahovala pouze nepříliš obsáhlý dabing v podobě krátkých povelů, Dračí historie vzhledem ke svému žánru nabídla velké množství dialogů a hlasů. Z dnešního pohledu je navíc zajímavý i samotný vznik dabingu, i když byl tehdy amatérskou záležitostí, ovšem plnohodnotnou a oficiální.
Radovan Kramář, jenž měl původně pouze složit hudbu, se nakonec kromě toho ujal i dabingu dráčka Berta. Co se týče zbytku namluvení, podle Kramáře dostal autor hry Pavel Pospíšil tip na Divadelní spolek V při brněnské ZUŠ Veveří, který od roku 1995 vedli Jana Glozarová a Aleš Kučera. Hlavní postava však zůstala neobsazená, přičemž Pospíšilovou představou byl „hlas nevyzrálého pubertálního kluka“, a tak nakonec tato role připadla Kramářovi poté, co si spolu telefonovali ohledně tvorby hudby. Sám Kramář ovšem na rozdíl od ostatních nebyl členem Divadelního spolku V, nýbrž mládežnického spolku nedaleké Jitřenky (dnes Divadlo Polárka).
Fakt, že se z některých členů, tedy z Ivy Pazderkové a Jana Budaře, později stali herečtí profesionálové, nemění status a úroveň dabingu ani namluvení, jedná se však o zajímavý úkaz. Zajímavé rovněž je, že svou účast ve hře vzpomněla sama Iva Pazderková (respektive jí byla nejprve připomenuta pořadateli akce) na předávání ocenění Česká hra roku 2019, jež moderovala. Při té příležitosti rovněž přiznala, že to bylo poprvé, co hru viděla, jelikož během namlouvání tu možnost neměli.
Hru nadabovali: Radovan Kramář, Iva Pazderková, Jan Budař, Miloš Bednář, Gabriela Burianová, Jana Dvořáková, Robert Kocián, Martin Kollár, Pavel Šmíd, Pavel Vraný a další.

## Přijetí
Pochvalována byla grafika a ozvučení, ale kritizována byla hratelnost a nelogičnost postupu ve hře. Ve své době se jednalo o jednu z nejprodávanějších českých her. V roce 1995 se prodalo 7000 kopií a do roku 1999 se prodalo 10–15 tisíc oficiálních kopií. Hodnocena byla časopisem Score 60 %, Level 70 %, Excalibur 88 % a Riki 92 %.

## Druhý život hry
Roku 2006 byla vydána verze pro Microsoft Windows. Péčí programátora Roberta Špalka byla Dračí historie v roce 2010 předělána pro herní engine Scumm VM, takže ji jde hrát na mnoha moderních platformách, včetně herních konzolí. Současně byla opravena starší anglická verze a díky fanouškům vznikla nová německá a polská verze. Česká verze byla vydána v roce 2012 vydavatelstvím Extra Publishing na CD v podobě digipacku.